# بيمرا أوزجن
بيمرا أوزجن (بالتركية: Pemra Özgen)‏ مواليد 8 مايو 1986 في إسطنبول، هي لاعبة كرة مضرب تركية وتحتل حالياً المرتبة 333 (2 نوفمبر 2015) في تصنيف رابطة محترفات كرة المضرب. أعلى تصنيف لها كان 207.

## روابط خارجية
- بيمرا أوزجن على موقع رابطة محترفات التنس (الإنجليزية)
- بيمرا أوزجن على موقع الاتحاد الدولي لكرة المضرب (الإنجليزية)
- بيمرا أوزجن على موقع كأس بيلي جين كينغ (الإنجليزية)
- بيمرا أوزجن على موقع خلاصة التنس.كوم (الإنجليزية)